# وسط النجد

تعديل مصدري - تعديل

وسط النجد إحدى حارات مدينة نجد الجماعي بمحافظة إب، بلغ تعداد سكانها 569 نسمة حسب تعداد اليمن لعام 2004.